# Sparkle McKnight
Sparkle McKnight (ur. 21 grudnia 1991 w Port-of-Spain) – trynidadzko-tobagijska lekkoatletka specjalizująca się w biegach sprinterskich i płotkarskich.
Złota medalistka mistrzostw Trynidadu i Tobago, CARIFTA Games oraz mistrzostw NCAA.

## Osiągnięcia
| Rok  | Impreza                                     | Miejsce        | Konkurencja                     | Lokata     | Wynik   |
| ---- | ------------------------------------------- | -------------- | ------------------------------- | ---------- | ------- |
| 2009 | Mistrzostwa panamerykańskie juniorów        | Port-of-Spain  | bieg na 400 metrów              | 6. miejsce | 55,05   |
| 2009 | Mistrzostwa panamerykańskie juniorów        | Port-of-Spain  | bieg na 400 metrów przez płotki | 8. miejsce | 66,00   |
| 2010 | Mistrzostwa Ameryki Śr. i Karaibów juniorów | Santo Domingo  | bieg na 400 metrów              | 5. miejsce | 54,80   |
| 2010 | Mistrzostwa Ameryki Śr. i Karaibów juniorów | Santo Domingo  | sztafeta 4 × 400 metrów         | 2. miejsce | 3:38,49 |
| 2010 | Mistrzostwa świata juniorów                 | Moncton        | bieg na 400 metrów              | eliminacje | 55,01   |
| 2012 | Młodzieżowe mistrzostwa NACAC               | Irapuato       | bieg na 400 metrów              | 4. miejsce | 52,79   |
| 2012 | Młodzieżowe mistrzostwa NACAC               | Irapuato       | sztafeta 4 × 400 metrów         | 2. miejsce | 3:33,03 |
| 2013 | Mistrzostwa Ameryki Śr. i Karaibów          | Morelia        | sztafeta 4 × 400 metrów         | 1. miejsce | 3:30,64 |
| 2013 | Mistrzostwa świata                          | Moskwa         | bieg na 400 metrów przez płotki | eliminacje | 58,85   |
| 2013 | Mistrzostwa świata                          | Moskwa         | sztafeta 4 × 400 metrów         | eliminacje | 3:33,50 |
| 2015 | Igrzyska panamerykańskie                    | Toronto        | bieg na 400 metrów przez płotki | 5. miejsce | 57,30   |
| 2015 | Igrzyska panamerykańskie                    | Toronto        | sztafeta 4 × 400 metrów         | 7. miejsce | 3:33,31 |
| 2015 | Mistrzostwa NACAC                           | San José       | bieg na 400 metrów przez płotki | 2. miejsce | 55,41   |
| 2015 | Mistrzostwa NACAC                           | San José       | sztafeta 4 × 400 metrów         | 5. miejsce | 3:33,85 |
| 2015 | Mistrzostwa świata                          | Pekin          | bieg na 400 metrów przez płotki | półfinał   | 56,21   |
| 2016 | Igrzyska olimpijskie                        | Rio de Janeiro | bieg na 400 metrów przez płotki | eliminacje | 56,80   |
| 2017 | Mistrzostwa świata                          | Londyn         | bieg na 400 metrów przez płotki | półfinał   | 56,59   |

## Rekordy życiowe
- Bieg na 400 metrów (stadion) - 52,17 (2013)
- Bieg na 400 metrów (hala) - 52,52 (2013) rekord Trynidadu i Tobago
- Bieg na 400 metrów przez płotki - 55,15 (2018)

W 2016 McKnight biegła na trzeciej zmianie sztafety 4 x 400 metrów Trynidadu i Tobago, która ustanowiła rekord kraju w tej konkurencji (3:30,37).